# Бутько, Людмила Васильевна
Людмила Васильевна Бутько (род. 1944) — юрист, специалист по государственному и конституционному праву; доктор юридических наук с диссертацией о правовых проблемах конституционной реформы (Санкт-Петербургская академия МВД России, 1997); профессор и заведующая кафедрой государственного и международного права Кубанского ГАУ; ветеран труда, заслуженный юрист Кубани.

## Работы
Людмила Бутько является автором и соавтором более 100 научных публикаций, включая несколько монографий; она специализируется, в основном, на правовых вопросах, связанных с теорией конституционного права и проблемами конституционных реформ:
- «Конституция и конституционная реформа». Учебное пособие (Краснодар, 1999);
- «Современные проблемы регионального правотворчества» (Краснодар, 2000) (соавт. и ред.).
- Отрасль права: эволюционирование и перспективы / Г. П. Курдюк, Л. В. Бутько; Краснод. акад. МВД России. — Краснодар : Краснодар. акад. МВД России, 2004. — 275 с.; 21 см; ISBN 5-9266-0127-4.
- «Правотворческая деятельность избирательных комиссий в системе российского правотворчества». КубГАУ. Краснодар, 2008.
- Отраслевое право и законодательство России в разных исторических условиях : монография / Бутько Л. В., Лупарев Е. Б., Гущина Л. И. и др. . — Краснодар : НИЦ «Акад. знаний», 2017. — 250 с.; 21 см; ISBN 978-5-906396-53-2.
- Правовые институты России и Франции : учебно-методическое пособие / Барциц И. Н., Бутько Л. В., Валлар К. и др. ; ответственные редакторы: В. В. Зайцев, Г. Д. Улётова ; Российская академия народного хозяйства и государственной службы при Президенте Российской Федерации, Институт государственной службы и управления, Высшая школа правоведения. — Москва : Статут, 2018. — 531 с. : ил.; ISBN 978-5-8354-1455-0.
- Бутько Людмила Васильевна. К вопросу о развитии конституционной реформы в современной России // Политематический сетевой электронный научный журнал Кубанского государственного аграрного университета. — 2012. — Вып. 78. — ISSN 1990-4665.[1]